# Чилийска война за независимост
Чилийската война за независимост (на испански: Guerra de Independencia de Chile) е въоръжен конфликт, продължил от 1810 до 1826 г., чрез който Чили се отделя от Испанската империя. Войната е част от по-широките испанско-американски войни за независимост.

## Исторически контекст
През 1810 г., след събитията в Испания и залавянето на крал Фердинанд VII от Наполеон, чилийците започват да поставят под въпрос легитимността на испанската колониална власт. На 18 септември 1810 г. в Сантяго е създадена първата самоуправляваща се хунта, което бележи началото на революционния процес.

## Етапи на войната
Войната се разделя на три основни етапа:

### Патриотски период (1810 – 1814)
През този период се формират първите местни правителства, организира се армия и се правят опити за изготвяне на конституция. Въпреки това, в битката при Ранкагуа (1814) испанските роялисти побеждават и възстановяват колониалната власт.

### Реконкиста (1814 – 1817)
Испанската корона възстановява контрола над Чили. В този период се засилват репресиите срещу патриотите, много от които бягат в съседна Аржентина.

### Решителна фаза (1817 – 1826)
През 1817 г. Хосе де Сан Мартин и чилийският генерал Бернардо О’Хигинс организират похода през Андите и побеждават испанците в битката при Чакабуко. На 12 февруари 1818 г. е обявена официалната независимост на Чили. Последните испански сили са прогонени от архипелага Чилоé чак през 1826 г.

## Последствия
С победата на патриотите Чили се превръща в независима република. Войната води до значителни социални и икономически промени и поставя началото на процеса на изграждане на национална държава.

## Важни личности
- Бернардо О’Хигинс – военен и политически лидер, считан за „баща на нацията“.
- Хосе де Сан Мартин – аржентински генерал и революционер.
- Мануел Родригес – партизански лидер и символ на съпротивата.
- Рафаел Марото – испански генерал, командващ роялистките сили.